# Aurelio delle Asturie
Aurelio Froilaz (Aurelio anche in spagnolo, in galiziano e in asturiano,  Aureli in catalano e Aurélio in portoghese; 740 circa – Valle di Langreo, 774) fu re delle Asturie dal 768 al 774.

## Origine
Aurelio era figlio del duca di Cantabria Fruela e della moglie di cui non si conosce il nome, figlia del conte Gundesindo, come ci viene confermato sia dallo storico e genealogista spagnolo Salazar y Castro, sia dal Sebastiani Chronicon, che ricorda che Aurelio era quindi nipote del re delle Asturie Alfonso I e cugino del re delle Asturie, Fruela I.

Mappa della penisola iberica, nella seconda metà dell'VIII secolo

Fruela di Cantabria era il figlio secondogenito del duca Pietro di Cantabria e della moglie, una nobile di cui non si conoscono né gli ascendenti né il nome, ma da una lettera del figlio (fratello primogenito), Alfonso, risulta essere sorella o nipote di Adolfo abate (Adulfo abbati gloriosissimo domino meo et avunculo meo) del monastero Beatæ Mariæ di Covadonga, come ci viene confermato sia da Salazar y Castro, che ricorda come nipote del re Recaredo (Liubigrohona nieta de Recaredo), sia dalla Cronica de Alfonso III, dalla Historia Silense Pietro discende da Recaredo I e dal Sebastiani Chronicon.
Secondo la Cronología y genealogía de los Reyes de Asturias queste parentele sono dubbie.

## Biografia
Le informazioni su Aurelio si trovano soprattutto nella Cronaca di Alfonso III.
Nel 768, il Re delle Asturie, Fruela I fu ucciso da un suo uomo, durante una rivolta di palazzo, come viene riportato da tutte le fonti primarie: la Cronica de Alfonso III, il Sebastiani Chronicon, il CHRONICON ALBELDENSE, e la CRONICA ROTENSIS.
Secondo il Sebastiani Chronicon, dopo aver regnato undici anni e tre mesi, Fruela I fu sepolto a Oviedo, città che secondo la tradizione era stata da lui fondata, come riporta La web de las biografias.
Siccome Alfonso, il figlio ed erede di Fruela I, era ancora in tenera età, secondo il Diccionario biográfico español, Real Academia de la Historia, la nobiltà non lo prese in considerazione e, ancora secondo La web de las biografias, la nobiltà decise di eleggere come suo successore al trono il cugino di Fruela I Aurelio. Il suo regno fu pacifico nei confronti di Al_Andalus (cum Arabibus pacem habuit), come riportano le fonti primarie: la Cronica de Alfonso III, il Sebastiani Chronicon, e la CRONICA ROTENSIS.
Per mantenere la pace, stipulò un trattato con l'emiro di Al-Andalus, ʿAbd al-Rahmān I, come riporta La web de las biografias, mentre secondo il Diccionario biográfico español, Real Academia de la Historia,ʿAbd al-Rahmān I, alle prese con la riorganizzazione del suo emirato aveva rinunciato alla guerra santa.

Le cronache dell'epoca ci riportano la notizia dei primi sommovimenti sociali di contestazione anti signorile del Medioevo peninuslare. I servi si ribellarono ai loro signori ma furono sottomessi da Aurelio, come riportano tutte le fonti primarie. La localizzazione di questa ribellione non si conosce ma è chiaro che dovette avere grande importanza visto che le cronache menzionano soltanto fatti più rilevanti; alla ribellione parteciparono anche i liberti.
Aurelio morì di morte naturale, nel 774, nella valla di Langreo, dove aveva posto la sua residenza e dove fu sepolto, mentre la CRONICA ROTENSIS, riporta come anno di morte il 773; il Chronicon Compostellani riporta che Aurelio regnò per 6 anni e 6 mesi. 

Ad Aurelio succedette Silo, marito della cugina di Aurelio, Adosinda, la figlia di Alfonso I; Silo, probabilmente, era figlio d'una musulmana.

### Sepoltura
Aurelio risulta sepolto nella Chiesa di San Martino di Tours a San Martín del Rey Aurelio, come è evidenziato da una lapide posta nel muro perimetrale della chiesa, e, nella chiesa, vi è un sepolcro ben conservato.
Però durante la Rivoluzione delle Asturie, del 1934, il sepolcro fu aperto e all'interno non fu trovato alcun resto mortuario, per cui, le spoglie mortali di Aurelio, nel corso dei secoli, furono traslate da qualche altra parte.

## Matrimonio e discendenza
Di Aurelio non si conosce il nome di un'eventuale moglie
Di Aurelio non si conosce alcuna discendenza.

### Fonti primarie
- (LA)  Anastasii abbatis opera omnia.
- (LA)  CRONICA ROTENSIS)
- (LA)  Cronica de Alfonso III
- (LA)  Historia silense
- (LA)  España sagrada. Volumen 13
- (LA)  España sagrada. Volumen 23
- (LA)  España sagrada. Volumen 37

### Letteratura storiografica
- (ES)  Historia Genealógica de la Casa de Lara
- (ES)  Cronología y genealogía de los Reyes de Asturias
- (ES)  El sepulcro del Rey Aurelio en la iglesia de San Martín de Tours